# Soundgarden
Soundgarden byla americká rocková skupina, která vznikla v Seattlu v roce 1984. Původními členy byli zpěvák a bubeník Chris Cornell, sólový kytarista Kim Thayil, a baskytarista Hiro Yamamoto. Roku 1986 se ke skupině přidal bubeník Matt Cameron. Yamamoto odešel v roce 1989 a byl nejprve nahrazen Jasonem Evermanem a krátce poté Benem Shepherdem. Soundgarden se rozpadli v roce 1997 a znovu se dali dohromady v roce 2010. Po Cornellově smrti v roce 2017 prohlásil Thayil v říjnu 2018, že se Soundgarden podruhé rozpadli. Přeživší členové kapely spolu od té doby příležitostně spolupracují — mimo jiné se znovu sešli na jednorázovém koncertu na počest Cornella v lednu 2019 a znovu v prosinci 2024 na benefičním koncertu v Seattlu, kde zpívala Shaina Shepherd pod anagramem Nudedragons.
Soundgarden byli jednou z klíčových kapel při vzniku stylu grunge, spolu s kapelami Nirvana, Alice in Chains nebo Pearl Jam. Stali se také průkopníky alternativního metalu, spolu se skupinami Helmet, Rage Against the Machine nebo Jane's Addiction.
Třetí album Badmotorfinger (1991) pomohlo přivést grunge k hlavnímu proudu. Album bylo podpořeno úspěchem singlů „Jesus Christ Pose“, „Outshined“ a „Rusty Cage“, dosáhlo na 39. místo Billboard 200 a získalo dvojnásobnou platinovou certifikaci od Recording Industry Association of America (RIAA). Čtvrté album kapely, Superunknown (1994), ještě rozšířilo jejich popularitu — debutovalo na 1. místě Billboard 200 a přineslo singly „Spoonman“ a „Black Hole Sun“, které získaly Grammy. Soundgarden na svém následujícím albu Down on the Upside (1996) experimentovali s novými zvukovými texturami; album debutovalo na 2. místě Billboard 200 a přineslo několik vlastních hitů, včetně „Pretty Noose“, „Burden in My Hand“ a „Blow Up the Outside World“. V roce 1997 se kapela rozpadla kvůli vnitřním sporům o umělecký směr a vyčerpání z neustálého koncertování. Po více než deseti letech, kdy se členové věnovali jiným projektům a kapelám, se v roce 2010 znovu spojili. Vydavatelství Republic Records vydalo jejich šesté a poslední studiové album King Animal v roce 2012.
K roku 2019 prodali Soundgarden více než 14 milionů desek ve Spojených státech a odhadem 30 milionů po celém světě. Televize VH1 je zařadila na 14. místo v žebříčku 100 největších umělců hard rocku. Kapela byla vybrána k uvedení do Rock and Roll Hall of Fame v roce 2025.

## Historie

### Vznik a raná tvorba (1984 – 1987)

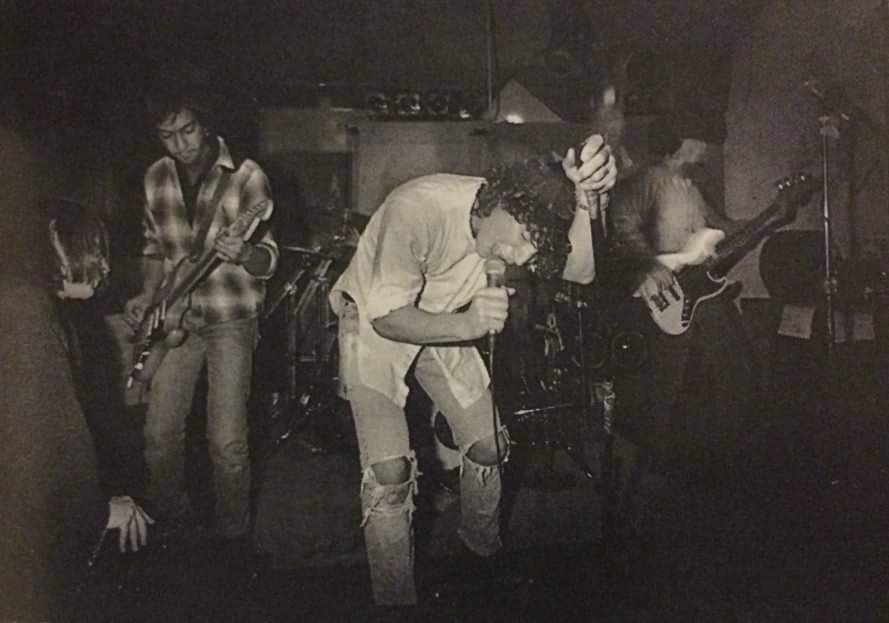
Soundgarden roku 1985

Počátky Soundgarden lze nalézt v kapele The Shemps, které vznikla v Seattlu na začátku roku 1980, a kde působili kytarista Matt Dentino, baskytarista Hiro Yamamoto a bubeník a zpěvák Chris Cornell. Po odchodu Yamamota skupina rekrutovala kytaristu Kima Thayila jako nového basáka. Poté, co se skupina rozpadla, se Cornell a Yamamoto spojili s Thayilem a založili Soundgarden. Kim Thayil o Cornellovi později řekl: "Když jsem ho viděl poprvý, vypadal jako někdo, kdo právě vystoupil z námořnictva. Měl děsně krátký vlasy a těsný hadry. Měl skvělej hlas, i když tehdy jsme hráli samý sračky."
Soundgarden byli založeni v roce 1984. Za bicími seděl a zpíval Chris Cornell, Hiro Yamamoto hrál na baskytaru a Kim Thayil na sólovou kytaru. Kapela si dala jméno podle seattleské sochy z píšťal v Magnuson Parku v Seattlu, která ve větru vydávala kvílivé zvuky. Roku 1985 kapela přijala za bubeníka Scotta Sundquista, Cornell se tak soustředil na zpěv a kytaru. Skupina ze začátku hrála coververze The Doors, Hendrixe, Otise Reddinga a Buddyho Holyho. V roce 1986 vyšly kapele tři skladby na kompilaci labelu C/Z Records "Deep Six"; ta způsobila první významnější zájem velkých vydavatelství o seattleskou scénu (Melvins, Skin Yard, Malfunkshun, Green River a další). V témže roce odešel ze skupiny Scott Sundquist, který byl nahrazen Mattem Cameronem, bubeníkem ze skupiny Skin Yard.
V roce 1987 Soundgarden podepsali smlouvu s malým, ale pro místní scénu nesmírně významným vydavatelstvím Sub Pop, které založil Kimův přítel Bruce Pavitt. Zde vydali svůj první singl "Hunted Down", a tentýž rok také EP Screaming Life, o rok později EP Fopp. Kombinace těchto dvou EPček byla vydána na CD Screaming Life/Fopp.

### Ultramega OK a Louder Than Love (1988 – 1990)

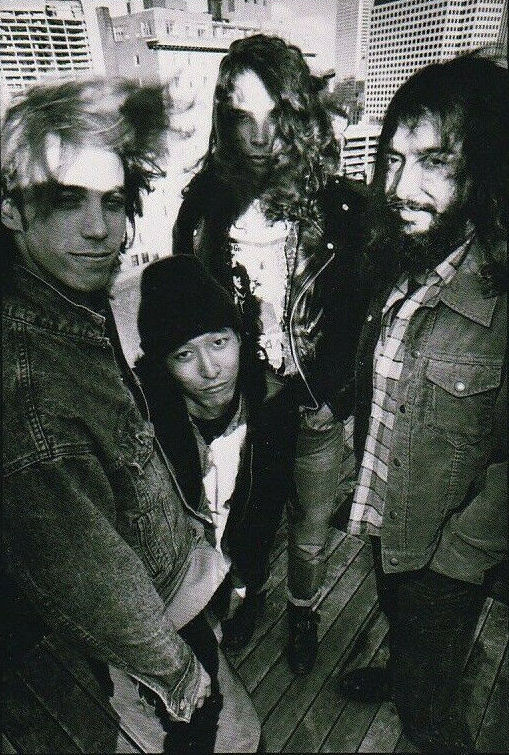
Soundgarden v roce 1987

Ačkoli se skupině nabízely různé velké nahrávací společnosti, podepsali v roce 1988 smlouvu s menším labelem SST Records. Zde také nahráli své debutové album, Ultramega OK, vydané 31. října 1988. Album si vysloužilo pozitivní recenze, roku 1990 také nominaci na cenu Grammy za nejlepší metalový počin. Podle některých recenzentů se v albu "střetává sabbathovský a zeppelinský zvuk". Skupina z alba vydala jediný singl "Flower", jejíž video se objevovalo i v pořadu 120 Minutes na MTV. Na jaře 1989 vyrazila skupina na turné po USA a v květnu i na první zahraniční turné po Evropě.
Po tomto turné skupina podepsala smlouvu s A&M Records, s nímž vydala 5. září 1989 album Louder Than Love. Měsíc před zahájením turné podporujícího toto album však ze skupiny odešel basák Yamamoto, aby se mohl vrátit na studia na Western Washington University. Byl nahrazen Jasonem Evermanem, který dříve hrál v Nirvaně. Skupina pak byla od prosince 1989 do března 1990 na turné, Jason se však neosvědčil, a hned po turné v kapele skončil. Thayil se k tomu později vyjádřil: "S Jasonem to prostě nefungovalo". Everman s kapelou nahrál EP Loudest Love a záznam Louder Than Live.

### Badmotorfinger a nárůst popularity (1991 – 1993)
Na Evermanovo místo nastoupil Ben Shepherd. Cornell si na něho vzpomněl v souvislosti s Andym Woodem, zpěvákem skupiny Mother Love Bone a Chrisovým bývalým spolubydlícím, který zemřel na předávkování heroinem. Tehdy si vzpomněli na starého přítele Shepherda, který "...se Andymu v něčem podobal..." a nabídli mu uvolněné místo basáka. Podle Cornella přinesl Shepherd "svěží a kreativní přístup k nahrávání"."
Sestava skupiny se od této chvíle nezměnila. Dne 8. října 1991 vydala skupina album Badmotorfinger. První singl z alba, "Jesus Christ Pose", získal okamžitou pozornost, MTV se tuto píseň rozhodla zakázat hrát. Mnoho posluchačů bylo touto písní pobouřeno, považovalo ji za satanistickou. Členové kapely obdrželi několik výhrůžek smrtí. Cornell nakonec vysvětlil, že text písně kritizuje osobnosti veřejného života, kteří se opírají o náboženství a Ježíše Krista, ačkoliv tak sami nežijí. V té době vydala Nirvana album Nevermind, které trhalo rekordy v prodejnosti. Badmotorfinger tak zůstal zčásti v pozadí, měl však také velký vliv na zpopulárnění seattleské hudby. Krátce nato vyšly singly "Outshined" a "Rusty Cage". Album bylo v roce 1992 nominováno na cenu Grammy za nejlepší metalový počin. Objevilo se také v žebříčku 100 nejprodávanějších alb roku 1992.
Po vydání alba byla skupina od října do listopadu 1991 na turné po USA. Poté sloužili jako předkapela pro Guns N' Roses na jejich Use Your Illusion Tour. V květnu 1992 se při této příležitosti zastavili i na pražském strahovském stadionu. Vystoupila také na nově vzniklém festivalu Lollapalooza. V listopadu vydala skupina videokompilaci Motorvision, záznam z koncertu v Seattlu z 5. a 6. března 1992. Skupina se také objevila ve filmu Singles, pojednávající o Seattlu. V roce 1993 skupina nahrála píseň "Show Me" pro album No Alternative, nahrané organizací Red Hot, podporující osoby trpící AIDS.

### Průlomové album (1994 – 1995)
V červenci 1993 začala skupina pracovat na svém čtvrtém studivém albu, které bylo dokončeno v září. Vydáno bylo 8. března 1994 pod názvem Superunknown, a podle mnohých zůstává dodnes nepřekonaným dílem této kapely, celosvětově se jej prodalo přes devět milionů kopií. Singl "Black Hole Sun" získal cenu Grammy za nejlepší hard rockový počin, singl "Spoonman" získal cenu za nejlepší metalový počin. Album bylo v roce 1995 nominováno na cenu Grammy za nejlepší rockové album.
Kapela začala podpůrné turné v lednu 1994 v Oceánii a Japonsku, v oblasti, kde kapela nikdy předtím nebyla, v březnu se skupina přesunula do Evropy, v květnu se vrátila do USA. Poslední část turné byla poznamenána Cornellovými zdravotními problémy s hlasivkami, několik koncertů bylo zrušeno. V roce 1995 vydala EP Songs of the Superunknown, které obsahuje několik písní z alba.

### Down on the Upside a rozpad (1996 – 1997)
Po celosvětovém turné na podporu alba Superunknown začali členové kapely pracovat na materiálu pro nové album. Atmosféra v kapele již v té době začala houstnout, všichni měli rozdílné názory na to, jak má následující album znít. I přes všechny problémy práce na albu pokračovala. Album bylo nazváno Down on the Upside a vydáno bylo 21. května 1996. Album si vedlo skvěle v prodeji i v recenzích, úspěchu Superunknown však nedosáhlo. Singl "Pretty Noose" byl v roce 1997 nominován na cenu Grammy za nejlepší hard rockový počin.
Kapela vyrazila na koncertní šňůru s Metallicou. Problémy v kapele však narůstaly, a 9. dubna 1997 skupina oznámila, že se rozpadá.
Členové skupiny poté šli každý svou vlastní cestou. Cornell se spojil se členy skupiny Rage Against the Machine a založil s nimi skupinu Audioslave a vydal také několik samostatných počinů. Thayil a Shepherd působili s většími či menšími úspěchy v různých kapelách. Cameron našel uplatnění jako bubeník ve skupině Pearl Jam.

### Reunion, Telephantasm a King Animal (2010 – 2017)

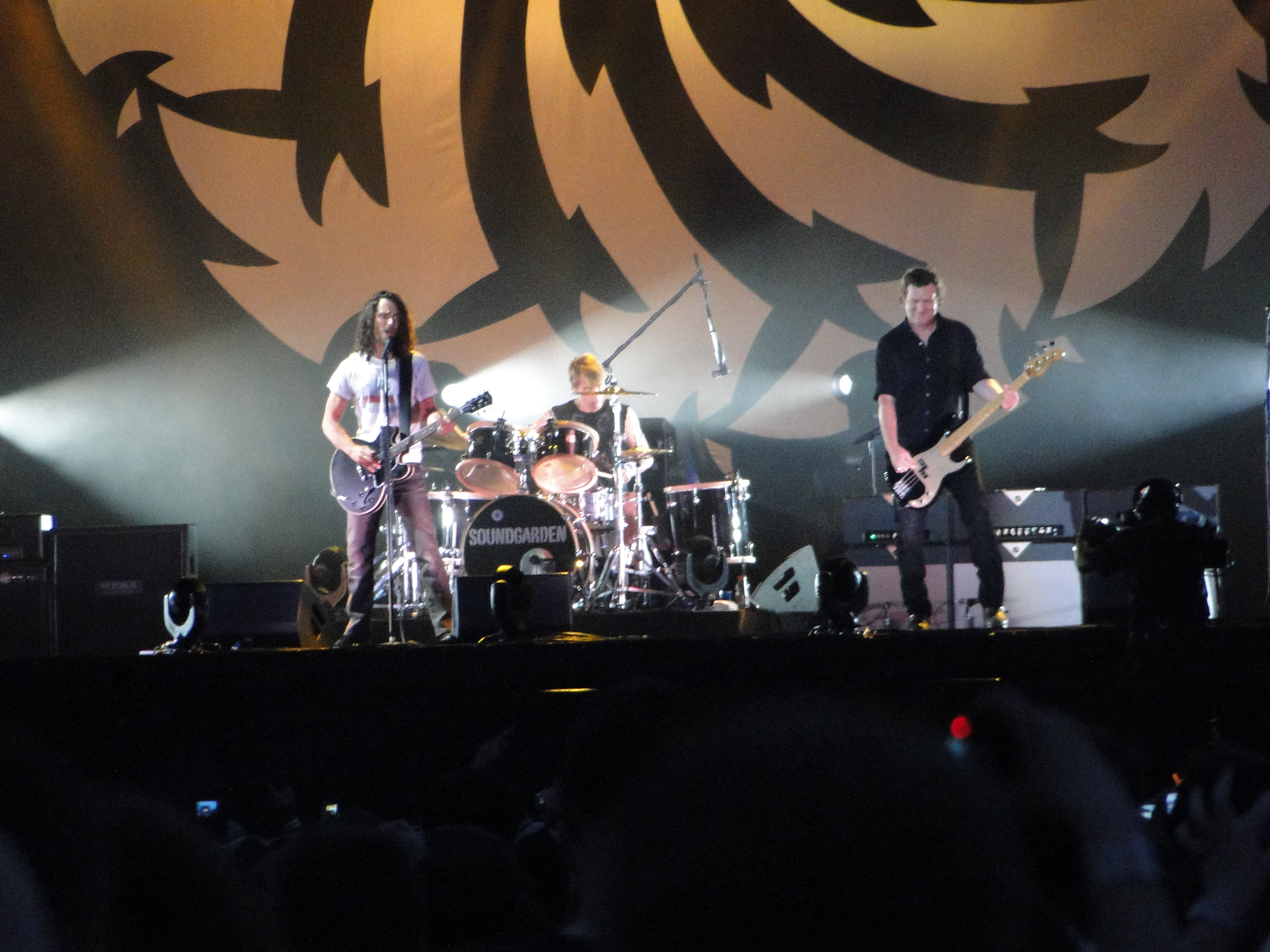
Soundgarden roku 2010

Dne 1. ledna 2010 Cornell napsal na svém profilu na Twitteru, že Soundgarden se opět dávají dohromady. Dne 28. září 2010 vydala kapela kompilační album Telephantasm, na níž byla vydána nová píseň "Black Rain". V březnu 2011 vydala další živé album Live on I-5, záznamy z koncertů v rozmezí 30. listopadu až 18. prosince 1996.
V únoru 2011 bylo na oficiálních Soundgarden oznámeno, že kapela začala nahrávat nové album. Při čekání na nové album vydala skupina píseň "Live to Rise", která se stala součástí soundtracku k filmu Avengers. Dne 27. září 2012 vydala singl "Been Away Too Long" k nadcházejícímu albu. Album s názvem King Animal bylo vydáno 13. listopadu 2012 a stalo se tak po 16 letech novým studiovým albem kapely.
V roce 2015 začaly vrcholit zvěsti o přípravě nového alba, což v srpnu téhož roku potvrdil sám Cornell. 19. ledna 2016 bylo oficiálně uvedeno, že se Soundgarden vrátili v plné sestavě do studia. Poslední zprávy pochází ze 14. července 2016, kdy bylo kapelou oznámeno, že má hotovou práci pro šest písní, které vytvořili.

### Cornellova smrt (2017)
Dne 18. května 2017 byl Cornell nalezen mrtev krátce poté, co odehrál koncert v Detroitu. Cornellova manželka Vicky Karayiannis, která popírala, že by měl v poslední době deprese či sebevražedné sklony, se mu nemohla dovolat, poprosila tedy jeho blízkého přítele, aby ho šel zkontrolovat na hotelový pokoj komplexu MGM Grand Detroit. Po vyražení dveří následně našel nehybné Cornellovo tělo na podlaze v koupelně. Přivolaní záchranáři už jen mohli konstatovat smrt a mrtvé tělo následně převezli na patologii. Podle prozatím nepotvrzených zpráv, které přinesly dva detroitské deníky, měl policejní mluvčí prozradit informaci, že přivolaní policisté a záchranáři našli nehybné Cornellovo tělo se smyčkou kolem krku.
Poslední skladbou na jejich setlistu byla „Slaves & Bulldozers“, jejíž živou verzi skupina již několik let ozvláštňuje tím, že do ní přidává část z gospelové balady „In My Time Of Dying“, kterou kdysi slavně předělali Led Zeppelin.
V textu zmíněné písně se mimo jiné zpívá: „In my time of dying, I want nobody to mourn. All I want for you to do is take my body home. Well, well, well, so I can die easy.“, což volně přeloženo znamená: „V době mého skonu nechci, aby nikdo truchlil. Chci po tobě pouze to, abys odnesl mé tělo domů. Takže, takže, takže, budu moct umřít s lehkostí.“

## Členové skupiny
- Kim Thayil – sólová kytara
- Ben Shepherd – baskytara
- Matt Cameron – bicí

### Bývalí členové
- Chris Cornell – rytmická kytara, zpěv
- Scott Sundquist – bicí (1985–1986)
- Hiro Yamamoto – baskytara (1984-1989)
- Jason Everman – baskytara (1989-1990)

## Diskografie

### Studiová alba
- Ultramega OK (1988)
- Louder Than Love (1989)
- Badmotorfinger (1991)
- Superunknown (1994)
- Down on the Upside (1996)
- King Animal (2012)

### Singly
- 1987 „Hunted Down“
- 1989 „Flower“
- 1990 „Loud Love“
- 1990 „Get on the Snake“
- 1990 „Hands All Over“
- 1990 „Room a Thousand Years Wide“
- 1991 „Jesus Christ Pose“
- 1991 „Outshined“
- 1992 „Rusty Cage“
- 1994 „Spoonman“
- 1994 „Black Hole Sun“
- 1994 „My Wave“
- 1994 „Fell on Black Days“
- 1995 „The Day I Tried to Live“
- 1995 „Superunknown“
- 1996 „Pretty Noose“
- 1996 „Burden in My Hand“
- 1996 „Blow Up the Outside World“
- 1997 „Ty Cobb“
- 1997 „Bleed Together“
- 2010 „Black Rain“
- 2012 „Been Away Too Long“
- 2013 „By Crooked Steps“